# Sept.info
Sept.info est un site web d'information suisse dirigé par Patrick Vallélian et basé à Villars-sur-Glâne depuis le 5 avril 2014. 

## Présentation
Sept.info est issu du rachat du bimensuel L'Objectif par l'avocat et homme d'affaires Damien Piller, également président de Radio Fribourg et actionnaire de La Télé. 
Le site internet privilégie l'information à l'actualité et propose des reportages en long format, feuilletons et enquêtes approfondies.